# AFC East

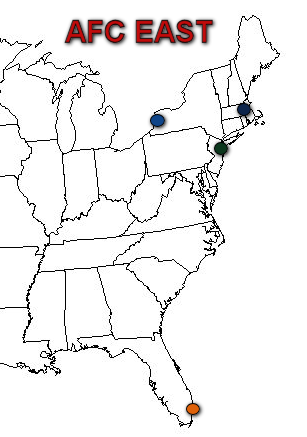
Orte der 4 AFC East Teams

Die AFC East ist eine Division der American-Football-Liga National Football League (NFL). Die Teams der NFL sind in zwei Conferences unterteilt (American Football Conference (AFC) und National Football Conference (NFC)), die sich wiederum in je vier Divisions gliedern.
Die vier Teams in der AFC East sind die Buffalo Bills, die Miami Dolphins, die New England Patriots und die New York Jets. Sie entstammen der ehemaligen American Football League (AFL), die 1970 mit der National Football League (NFL) fusionierte.
Der Meister der Division zieht sicher in die Play-offs ein. Neben den vier Division-Siegern jeder Conference ziehen auch seit der Saison 2020 die drei besten Teams mit den besten Sieg-Verhältnissen in die Play-offs ein. Somit können sich theoretisch alle vier Teams der AFC East für die Play-offs qualifizieren.

## Geschichte
Gegründet wurde die Division bereits 1960 als AFL Eastern Division und war damit eine von zwei Division der damals neugegründeten AFL. Die damaligen Gründungsmitglieder waren die Buffalo Bills, die Boston Patriots, die New York Titans und die Houston Oilers. 1966 erteilte die AFL die Lizenz zur Gründung einer neuen Franchise. Der Geschäftsmann Joe Robbie und Schauspieler Danny Thomas, die die Lizenz erworben hatten, entschlossen sich Miami als Standort für das Franchise auszuwählen. Auf diesem Wege wurden so also 1966 die Miami Dolphins gegründet, die zum fünften Mitglied der Division wurden. Im Jahre 1970 folgte schließlich die nächste und bis heute größte Veränderung in der Division. Denn in diesem Jahr fusionierte die AFL mit der NFL und somit gab es mehr Teams in der Liga, was dazu führte, dass die Divisions der beiden Conferences neu geordnet wurden. Daher wurden in der AFL Eastern Division, die im Zuge der Fusion in AFC East umbenannt wurde, die Houston Oilers, die ab sofort der AFC Central angehörten, durch die Baltimore Colts ersetzt. Die Colts gehörten dann bis zum Ende der Saison 2001 zur AFC East. Ab der Saison 2002 mussten sie dann auf Grund des neuen Expansionsteams aus Houston in die AFC South wechseln, damit jede Division wieder die gleiche Anzahl an Mitglieder hatte.

## Play-off-Statistiken
Statistiken bis einschließlich 2024:
| Team                 | Division-Meisterschaften | Jahr(e) | Playoff-Teilnahmen | AFL Championships | AFC Championships | Super-Bowl-Siege |
| -------------------- | ------------------------ | --- | ------------------ | ----------------- | ----------------- | ---------------- |
| New England Patriots | 22                       | 1963, 1978, 1986, 1996, 1997, 2001, 2003, 2004, 2005, 2006, 2007, 2009, 2010, 2011, 2012, 2013, 2014, 2015, 2016, 2017, 2018, 2019 | 28                 | 0                 | 11                | 6                |
| Miami Dolphins       | 13                       | 1971, 1972, 1973, 1974, 1979, 1981, 1983, 1984, 1985, 1992, 1994, 2000, 2008                                                       | 24                 | 0                 | 5                 | 2                |
| Buffalo Bills        | 15                       | 1964, 1965, 1966, 1980, 1988, 1989, 1990, 1991, 1993, 1995, 2020, 2021, 2022, 2023, 2024                                           | 24                 | 2                 | 4                 | 0                |
| New York Jets        | 4                        | 1968, 1969, 1998, 2002 | 14                 | 1                 | 0                 | 1                |